# Kornjašica
Kornjašica, (baldelija, lat. Baldellia;), rod vodenog bilja, trajnica iz porodice žabočunovki, raširenih širom Europe, od Velike Britanije do Sredozemlja, uključujući i sjevernu Afriku.
Postoje tri priznate vrste, a u Hrvatskoj raste samo strogo zaštićena vrsta žabnjačka kornjačnica (Baldellia ranunculoides).

## Vrste
1. Baldellia alpestris (Coss.) Laínz
2. Baldellia ranunculoides (L.) Parl.
3. Baldellia repens (Lam.) Ooststr.